# Sockersyra

Askorbinsyra

Glukuronsyra

Sockersyror är monosackarider där en hydroxylgrupp har oxiderats till en karboxylgrupp.
De huvudsakliga typerna är:
- Aldonsyror, där aldehydgruppen hos en aldos har oxiderats
- Ulosonsyror, där den första hydroxylgruppen hos en a 2-ketos har oxiderats till en α-ketosyra.
- Uronsyror, där den sista hydroxylgruppen hos en aldos eller ketos har oxiderats
- Aldarsyror, där båda ändarna hos en aldos har oxiderats

## Exempel
- Aldonsyror
  - Askorbinsyra
- Ulosonsyror
  - Neuraminsyra (5-amino-3,5-dideoxi-D-glycero-D-galakto-non-2-ulosonsyra)
  - Ketodeoxioktulosonsyra (3-deoxi-D-manno-okt-2-ulosonsyra)
- Uronsyror
  - Glukuronsyra
- Aldarsyror